# 王觀洲
王觀洲（1908年9月27日—1970年2月1日），字子仲，福建省閩侯縣人，父王坤豐製傘為生。陸軍軍官學校第六期通信科畢業，並赴法國炮兵、高射炮、兵工等院校研讀六年，爲當時國民政府之炮兵菁英。曾參與大小戰役無數，1941年因功晉升少將。第一战区炮兵指挥官。1947年派駐法國武官，1949年受孫立人將軍賞識任炮校復校第一任校長，勵精圖志不眠不休，連續七年獲院校校閱第一名，後任馬公要塞司令、訓練副司令等職，並晉升中將。1959年由國防部部長俞大維力廌為兵工署署長，因績效卓越，連續任職五年，為當時兩年一調的制度下，尚屬首見。1970年2月1日積勞成疾，因腎臟衰竭病逝，享年62歲。